# 1039

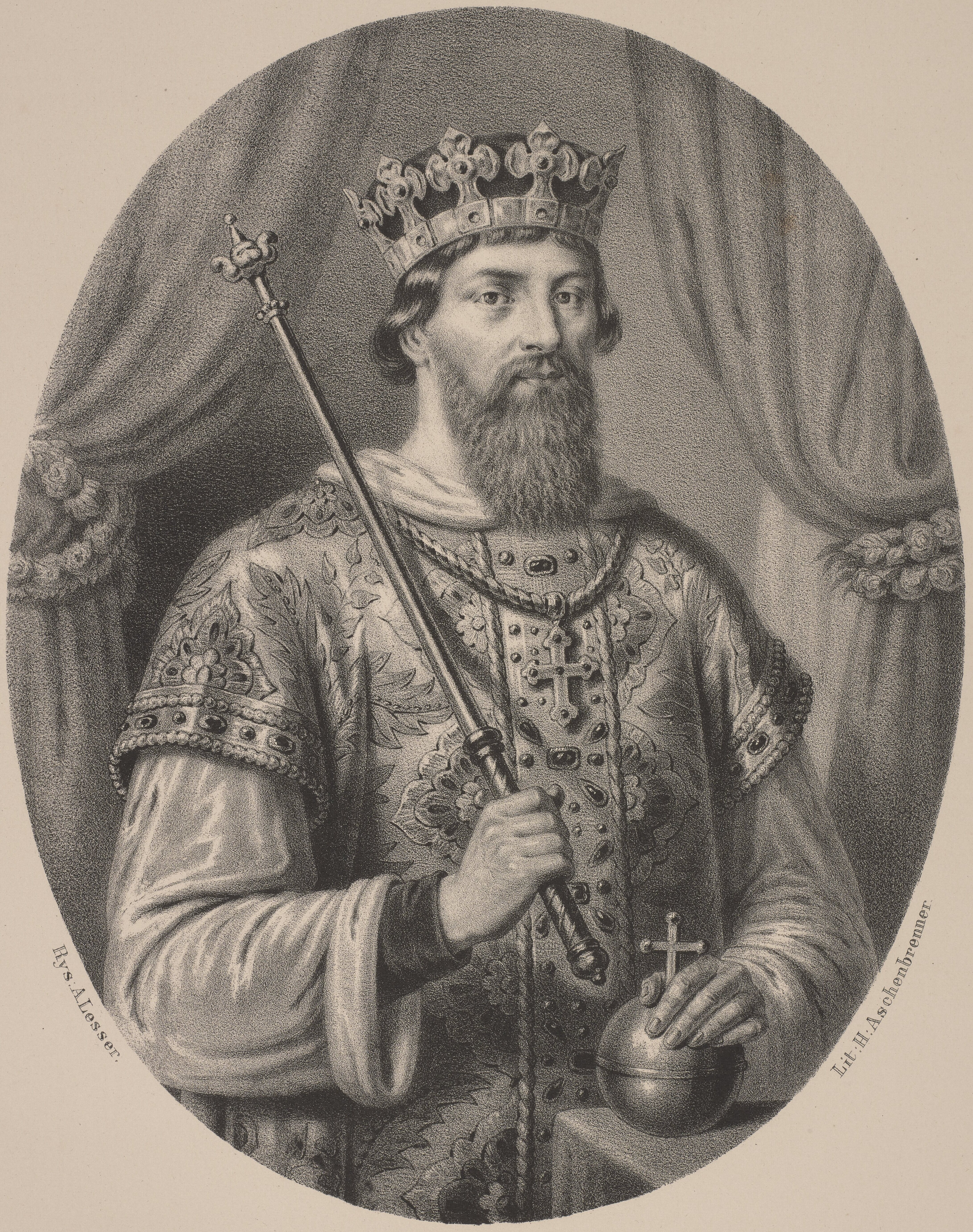
Casimir I ("de Restaurator") (1016 - 1058)

Het jaar 1039 is het 39e jaar in de 11e eeuw volgens de christelijke jaartelling.

## Gebeurtenissen

### Europa
- 4 juni - Keizer Koenraad II ("de Saliër") overlijdt in Utrecht aan jicht na een regeerperiode van 15 jaar. Hij wordt opgevolgd door zijn 21-jarige zoon Hendrik III ("de Vrome"). Het stoffelijk overschot van Koenraad wordt met pracht en praal in een plechtige processie per schip via de rivier de Rijn vervoerd. In verschillende bisschopsteden, waaronder Keulen, Mainz en Worms, wordt Koenraad in de plaatselijke dom opgebaard. Na een maand wordt hij op 3 juli tijdens een begrafenisplechtigheid bijgezet in de dom van Speyer.[1]
- Rainulf Drengot, grondlegger van de Normandische heerschappij in Zuid-Italië, roept zichzelf uit tot prins en formaliseert zijn onafhankelijkheid van Napels en zijn voormalige Lombardische bondgenoten. Hertog Guaimar IV, heerser van het vorstendom Salerno, wordt de onbetwiste leider van Zuid-Italië.[2]
- Zomer - Hertog Casimir ("de Restaurator") herbouwt het verwoeste gebied van Groot en Klein-Polen. Hij verplaatst Gniezno (na plunderingen een smeulende ruïne), de oude hoofdstad van de Polanen, naar Krakau.[3]

### Religie
- 12 augustus - De Sint-Servaasbasiliek in Maastricht wordt in aanwezigheid van Hendrik III door twaalf bisschoppen gewijd. Drie dagen later vindt de feestelijke herkroning van Hendrik in de kerk plaats.[4]
- In Utrecht wordt met de bouw van de Pieterskerk begonnen. De kerk vormt het begin van een kerkenkruis, waarvan de latere Domkerk het middelpunt wordt.
- Waldetrudis van Bergen, gravin van Henegouwen (huidige België), wordt heilig verklaard.
- Eerste schriftelijke vermelding van Libeň (een stadswijk bij Praag) in Tsjechië.

## Opvolging
- Aquitanië en Poitiers - Hertog Otto wordt opgevolgd door zijn halfbroer Willem VII
- Bergen - Graaf Reinier V wordt opgevolgd door zijn zoon Herman
- Gwynedd - Koning Iago ab Idwal wordt opgevolgd door Gruffudd ap Llywelyn
- Weimar - Graaf Willem III wordt opgevolgd door zijn zoon Willem IV
- West-Frisia - Graaf Dirk III wordt opgevolgd door zijn zoon Dirk IV

## Geboren
- 20 februari - Su Zhe, Chinees ambtenaar en politicus (overleden 1112)

## Overleden
- 30 januari - Sophia van Gandersheim (61), Duits prinses en abdis
- 10 maart - Otto, hertog van Gascogne (1032-1039) en Aquitanië (1038-1039) en graaf van Poitou
- 16 april - Willem III, graaf van Weimar (1003-1039)
- 27 mei - Dirk III, graaf van West-Frisia (993-1039)
- 4 juni - Koenraad II ("de Saliër"), keizer van het Heilige Roomse Rijk
- 20 juli - Koenraad II (~35), hertog van Karinthië en markgraaf van Verona (1035-1039)
- 4 november - Hugo I, graaf van Chalon
- 29 november - Adalbero van Eppenstein (~59), hertog van Karinthië en markgraaf van Verona (1011-1035)
- Hu Ze (~76), Chinees ambtenaar en staatsman
- Iago ab Idwal, koning van Gwynedd (1023-1039)
- Reinier V, graaf van Bergen (1013-1039)